# 工尺譜
工尺譜（こうせきふ）は文字譜の一種で、中国・朝鮮・日本など、漢字圏の国々で広く行われていた楽譜の表記法。
漢音の「こうせきふ」が正式の読みであるという人もあるが、『大漢和辞典』『漢辞海』はいずれも「工尺」の読みを「コウシャク」としている。

## 歴史
工尺譜の起源、また譜字から工と尺の2文字を取って名称とした理由や経緯については、よくわかっていない。
1900年に敦煌で発見された「敦煌琵琶譜」(933年ごろの写本)には、工尺譜とよく似た記譜法「唐代燕楽半字譜」が使われていた。宋の時代の工尺譜は姜夔『白石道人歌曲』に見られ、また沈括『夢渓筆談』の補筆談、張炎『詞源』や『事林広記』に説明されているが、後世のものにかなり近づいていた。
宋時代には俗字譜といって特別の記号を使って書かれることがあった。この記号は現在のところUnicodeには未収録だが、追加多言語面への追加が提案されている。
日本でも工尺譜は、江戸時代に大流行した明清楽を通じて民間に普及した。日本の大衆音楽においては、明治末年まで、工尺譜はポピュラーな記譜法であった。
西洋音楽の普及に伴い、中国では中華民国以降、日本では大正時代以降、工尺譜は廃れ、西洋伝来の五線譜や数字譜に取って代わられた。

## 特徴
工尺譜は、西洋音楽の「低いソ、低いラ、低いシ、ド、レ、ミ、ファ、ソ、ラ、シ」にあたる音階を、それぞれ「合、四、一、上、尺、工、凡、六、五、乙」の漢字を用いて表記した楽譜である。中国の伝統音楽では、楽器や音楽のジャンルごとにさまざまな記譜法が使われていた。工尺譜もそのひとつで、主に民間の通俗音楽などの楽譜として東洋諸国で広く使われた。

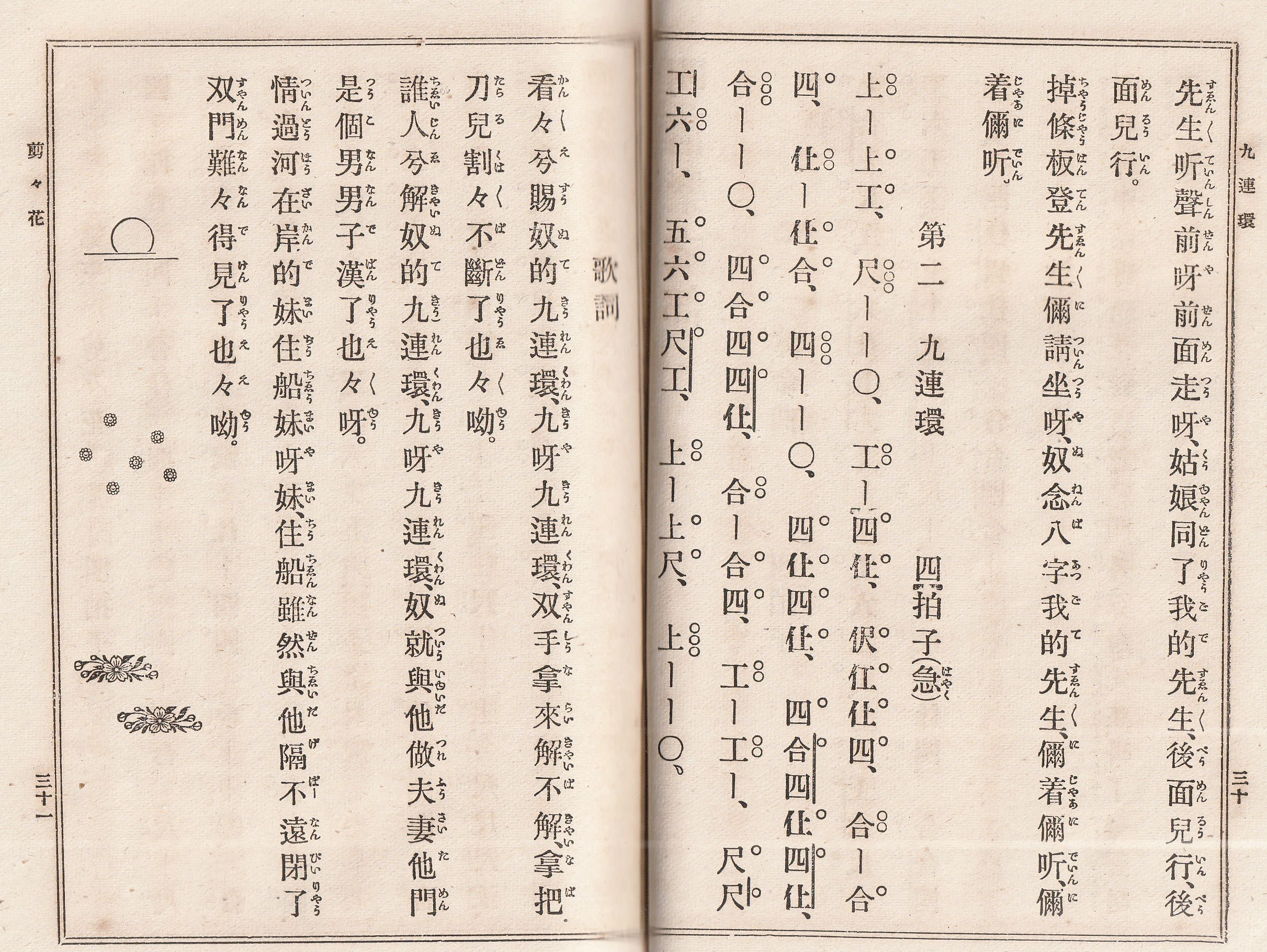
リズムを表記した工尺譜の例。1894年刊『明清楽之栞』より

リズムの表記は、句読点や傍点で表す。また、1オクターブ高い音は、漢字の左側に人偏を付ける。その他、時代や地域によって、細かいローカルルールがある。
過去の東洋の音楽では、琴や三味線などそれぞれの楽器ごとに独自に特化したタブ譜を使うのを常とした。工尺譜は楽器や楽曲のジャンルを問わず共用され、習得も容易だったため、民間の通俗音楽で広く用いられた。
工尺譜の発想は、西洋の数字譜とよく似ている。日本ではピアノなどの楽譜は絶対音高を表す五線譜であるが、大正琴やハーモニカは今も数字譜を使うことが多い。数字譜は「ド、レ、ミ、ファ、ソ、ラ、シ」をそれぞれ「1、2、3、4、5、6、7」と表記する。工尺譜は、洋数字の代わりに漢字を使って音の高さを表すが、工尺譜は西洋の数字譜より歴史が古く、また西洋音楽とはまったく別個に発生したものである。
現在も沖縄音楽の三線の楽譜は、五線譜ではなく工工四（くんくんしー）という工尺譜に似たタブ譜を使用する。工工四は工尺譜そのものではないが、その発展型のひとつである。

## 清楽での読みかた

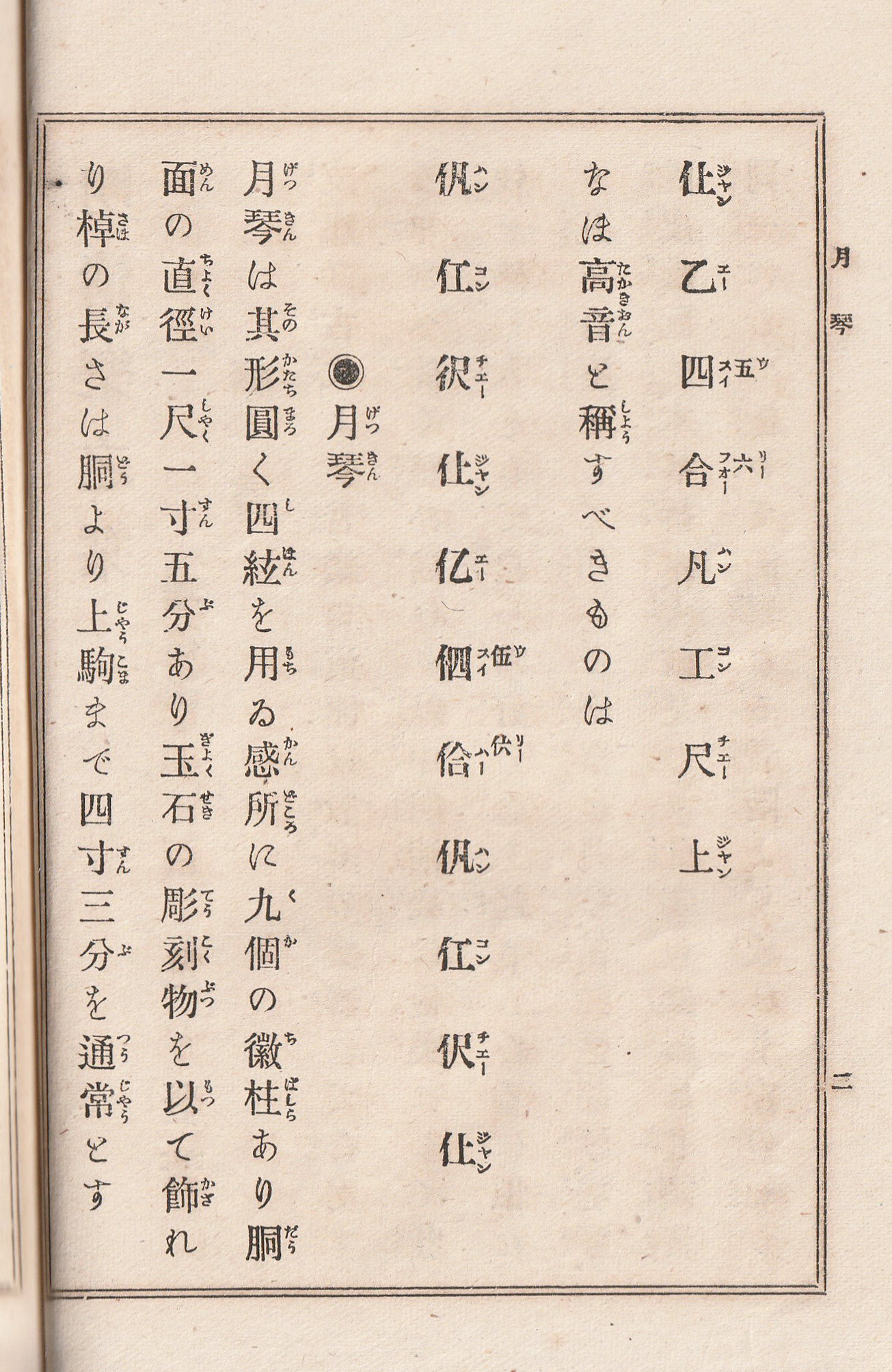
『明清楽之栞』1894年刊より

江戸時代から明治にかけて日本で流行した清楽では、工尺譜のそれぞれの字を、次のように唐音で読んでいた。読み仮名は本によって微妙に異なる。
- 合（ホヲ、ないし、ホ、ハア）、四（スイ、ないし、スウ）、一（イ）、上（ジャン）、尺（チヱ）、工（コン）、凡（ハン）、六（リウ）、五（ウ）、乙（イ）

音高が1オクターブ高い場合は漢字にニンベンを、2オクターブ高い場合はギョウニンベンをつけるが、読み仮名は同じままである。

## Unicode
工尺譜の記号は基本的に漢字そのものであるので、Unicodeでは特別の領域が設けられていない。2009年のUnicodeバージョン5.2で、粤曲で1オクターブ上の音を表すための行人偏つきの字が2字追加されている(U+9FC8, 9FC9)。崑曲で使われる行人偏の別の2文字について追加提案がなされている。
2020年のUnicodeバージョン13.0で、崑曲で「合」より下の1オクターブの音を表記するための7文字が追加漢字面（CJK統合漢字拡張B）のU+2A6D7以降に追加された。